# Records des États-Unis d'athlétisme

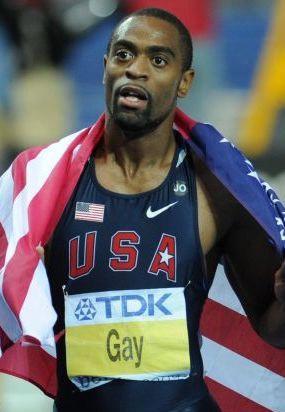
Tyson Gay détient le record des États-Unis du 100 m en 9 s 69.

Les records des États-Unis d'athlétisme sont les meilleures performances réalisés par des athlètes américains et homologuées par la Fédération américaine d'athlétisme (USA Track and Field).
Beaucoup de ces performances sont aussi des records d'Amérique du Nord, d'Amérique centrale et des Caraïbes.
Jusqu'en 2018, tout citoyen américain pouvait battre un record des États-Unis en athlétisme, même sans posséder la nationalité sportive américaine ; depuis 2019, cela n'est possible que pour les athlètes éligibles à la Team USA. La règle a été changée après que le Suédois Mondo Duplantis a battu le record du saut à la perche lors des championnats d'Europe d'athlétisme 2018, auquel aucun athlète ayant la nationalité sportive américaine ne pouvait concourir.

## En plein air

### Hommes
| Discipline            | Athlète | Performance             | Compétition                       | Date              | Lieu                | Réf.   |
| --------------------- | --- | ----------------------- | --------------------------------- | ----------------- | ------------------- | ------ |
| 100 mètres            | Tyson Gay | 9 s 69 (+ 2,0 m/s)      | Shanghai Golden Grand Prix        | 20 septembre 2009 | Shanghai            |        |
| 200 mètres            | Noah Lyles | 19 s 31 (+ 0,6 m/s)     | Championnats du monde             | 21 juillet 2022   | Eugene              |        |
| 400 mètres            | Michael Johnson | 43 s 18                 | Championnats du monde             | 26 août 1999      | Séville             |        |
| 800 mètres            | Bryce Hoppel | 1 min 41 s 67           | Jeux olympiques                   | 10 août 2024      | Saint-Denis         | [ 2 ]  |
| 1 000 mètres          | Rick Wohlhuter | 2 min 13 s 9            |                                   | 30 juillet 1974   | Oslo                |        |
| 1 500 mètres          | Bernard Lagat | 3 min 27 s 40           | Weltklasse Zurich                 | 6 août 2004       | Zurich              | [ 1 ]  |
| Mile                  | Yared Nuguse | 3 min 43 s 97           | Prefontaine Classic               | 16 septembre 2023 | Eugene              | [ 3 ]  |
| 2 000 mètres          | Jim Spivey | 4 min 52 s 44           | Athletissima                      | 15 septembre 1987 | Lausanne            |        |
| 3 000 mètres          | Grant Fisher | 7 min 25 s 47           | Prefontaine Classic               | 17 septembre 2023 | Eugene              | [ 4 ]  |
| 2 miles               | Matthew Tegenkamp | 8 min 7 s 07            | Prefontaine Classic               | 10 juin 2007      | Eugene              |        |
| 5 000 mètres          | Grant Fisher | 12 min 46 s 96          | Mémorial Van Damme                | 2 septembre 2022  | Bruxelles           | [ 5 ]  |
| 10 000 mètres         | Grant Fisher | 26 min 33 s 84 (AR)     | Sound Running The Ten             | 6 mars 2022       | San Juan Capistrano | [ 6 ]  |
| 20 000 mètres         | Bill Rodgers | 58 min 25 s 0           |                                   | 9 août 1977       | Boston              |        |
| Semi-marathon         | Ryan Hall | 59 min 43 s             |                                   | 14 janvier 2007   | Houston             |        |
| Heure                 | Bill Rodgers | 20 547 m                |                                   | 9 août 1977       | Boston              |        |
| 25 000 mètres         | Bill Rodgers | 1 h 14 min 11 s 8       |                                   | 21 février 1977   | Saratoga            |        |
| 30 000 mètres         | Bill Rodgers | 1 h 31 min 49 s         |                                   | 21 février 1977   | Saratoga            |        |
| Marathon              | Khalid Khannouchi | 2 h 5 min 38 s          | Marathon de Londres               | 14 avril 2002     | Londres             |        |
| 100 kilomètres        | Jim Walmsley | 6 h 09 min 26 s (AR)    |                                   | 23 janvier 2021   | Chandler            | [ 7 ]  |
| 110 mètres haies      | Aries Merritt | 12 s 80 (+0,3 m/s) (WR) | Mémorial Van Damme                | 7 septembre 2012  | Bruxelles           | [ 8 ]  |
| 400 mètres haies      | Rai Benjamin | 46 s 17                 | Jeux olympiques                   | 3 août 2021       | Tokyo               | [ 9 ]  |
| 3 000 mètres steeple  | Evan Jager | 8 min 00 s 45           | Meeting Areva                     | 4 juillet 2015    | Saint-Denis         |        |
| Saut en hauteur       | Charles Austin | 2,40 m                  | Weltklasse                        | 7 août 1991       | Zurich              |        |
| Saut à la perche      | KC Lightfoot | 6,07 m                  | Music City Track Carnival         | 2 juin 2023       | Nashville           | [ 10 ] |
| Saut en longueur      | Mike Powell | 8,95 m (+ 0,3 m/s) (WR) | Championnats du monde             | 30 août 1991      | Tokyo               |        |
| Triple saut           | Christian Taylor | 18,21 m (+ 0,2 m/s)     | Championnats du monde             | 27 août 2015      | Pékin               | [ 11 ] |
| Lancer du poids       | Ryan Crouser | 23,56 m (WR)            |                                   | 27 mai 2023       | Los Angeles         | .      |
| Lancer du disque      | Ben Plucknett | 72,34 m                 |                                   | 7 juillet 1981    | Stockholm           |        |
| Lancer du marteau     | Rudy Winkler | 82,71 m                 | Sélections olympiques             | 20 juin 2021      | Eugene              | [ 14 ] |
| Lancer du javelot     | Breaux Greer | 91,29 m                 | Championnats des États-Unis       | 21 juin 2007      | Indianapolis        | [ 15 ] |
| Décathlon             | Ashton Eaton | 9 045 points            | Championnats du monde             | 28 - 29 août 2015 | Pékin               | [ 16 ] |
| Décathlon             | 10 s 23 (- 0,4 m/s), 100 m ; 7,88 m (0,0 m/s), Longueur ; 14,52 m, Poids ; 2,01 m, Hauteur ; 45 s 00, 400 m ; 13 s 69 (- 0,2 m/s), 110 m haies ; 43,34 m Disque ; 5,20 m, Perche ; 63,63 m, Javelot ; 4 min 17 s 52, 1 500 m. |                         |                                   |                   |                     |        |
| 20 000 mètres marche  | Trevor Barron (en) | 1 h 23 min 00 s 1       | Sélections olympiques américaines | 30 juin 2012      | Eugene              |        |
| 20 kilomètres marche  | Timothy Seaman | 1 h 22 min 02 s         |                                   | 22 mai 2004       | Vallensbæk          |        |
| 35 kilomètres marche  | Nick Christie | 2 h 38 min 16 s         |                                   | 19 décembre 2021  | Dublin              | [ 17 ] |
| 50 kilomètres marche  | Curt Clausen | 3 h 48 min 04 s         | Coupe du monde de marche          | 2 mai 1999        | Mézidon-Canon       |        |
| Relais 4 × 100 mètres | Christian Coleman Justin Gatlin Mike Rodgers Noah Lyles | 37 s 10                 | Championnats du monde             | 5 octobre 2019    | Doha                | [ 18 ] |
| Relais 4 × 200 mètres | Mike Marsh Leroy Burrell Floyd Heard Carl Lewis | 1 min 18 s 68           | Mt. SAC Relays                    | 17 avril 1994     | Walnut              |        |
| Relais 4 × 400 mètres | Andrew Valmon Quincy Watts Butch Reynolds Michael Johnson | 2 min 54 s 29 (WR)      | Championnats du monde             | 22 août 1993      | Stuttgart           |        |
| Relais 4 × 800 mètres | Jebreh Harris Khadevis Robinson Samuel Burley David Krummenacker | 7 min 2 s 82            | Mémorial Van Damme                | 25 août 2006      | Bruxelles           |        |

### Femmes
| Discipline            | Athlète | Performance              | Compétition                                 | Date                   | Lieu                | Réf.          |
| --------------------- | --- | ------------------------ | ------------------------------------------- | ---------------------- | ------------------- | ------------- |
| 100 mètres            | Florence Griffith Joyner | 10 s 49 (+ 0,0 m/s) (WR) | Sélections olympiques américaines           | 16 juillet 1988        | Indianapolis        |               |
| 200 mètres            | Florence Griffith Joyner | 21 s 34 (+ 1,3 m/s) (WR) | Jeux olympiques                             | 29 septembre 1988      | Séoul               |               |
| 400 mètres            | Sanya Richards | 48 s 70                  | Coupe du monde des nations                  | 16 septembre 2006      | Athènes             |               |
| 800 mètres            | Athing Mu | 1 min 54 s 97            | Prefontaine Classic                         | 17 septembre 2023      | Eugene              | [ 19 ]        |
| 1 000 mètres          | Addison Wiley | 2 min 31 s 49            |                                             | 31 août 2024           | Białystok           | [ 20 ]        |
| 1 500 mètres          | Shelby Houlihan | 3 min 54 s 99            | Championnats du monde                       | 5 octobre 2019         | Doha                | [ 21 ]        |
| Mile                  | Nikki Hiltz | 4 min 16 s 35            | Meeting Herculis                            | 21 juillet 2023        | Monaco              | [ 22 ]        |
| 2 000 mètres          | Cory Ann McGee | 5 min 28 s 78            | Meeting Herculis                            | 12 juillet 2024        | Monaco              | [ 23 ]        |
| 3 000 mètres          | Elise Cranny | 8 min 25 s 10            | Athletissima                                | 22 août 2024           | Lausanne            | [ 24 ]        |
| 5 000 mètres          | Alicia Monson | 14 min 19 s 45 (AR)      |                                             | 23 juillet 2023        | Londres             | [ 25 ]        |
| 10 000 mètres         | Alicia Monson | 30 min 03 s 82 (AR)      | The TEN                                     | 4 mars 2023            | San Juan Capistrano | [ 26 ]        |
| 5 km                  | Molly Huddle | 14 min 50 s (AR)         | B.A.A.                                      | 18 avril 2015          | Boston              | [ 27 ]        |
| 10 km                 | Shalane Flanagan | 30 min 52 s (AR)         | B.A.A.                                      | 26 juin 2016           | Boston              | [ 28 ]        |
| Heure                 | Nancy Conz | 17 273 m                 |                                             | 25 juin 1981           | Amherst             |               |
| Semi-marathon         | Weini Kelati | 1 h 6 min 25 s           | Semi-marathon de Houston                    | 14 janvier 2024        | Houston             | [ 29 ]        |
| Marathon              | Emily Sisson | 2 h 18 min 29 s (AR)     | Marathon de Chicago                         | 9 octobre 2022         | Chicago             | [ 30 ]        |
| 100 kilomètres        | Ann Trason | 7 h 00 min 48 s (AR)     | Championnats du monde du 100 kilomètres     | 16 septembre 1995      | Winschoten          |               |
| 100 mètres haies      | Kendra Harrison | 12 s 20 (+ 0,3 m/s)      | London Grand Prix                           | 22 juillet 2016        | Londres             | [ 31 ]        |
| 400 mètres haies      | Sydney McLaughlin-Levrone | 50 s 37 (WR)             | Jeux olympiques                             | 8 août 2024            | Saint-Denis         | [ 32 ]        |
| 3 000 mètres steeple  | Courtney Frerichs | 8 min 57 s 77            | Prefontaine Classic                         | 21 août 2021           | Eugene              | [ 33 ]        |
| Saut en hauteur       | Chaunté Howard-Lowe | 2,05 m                   | Championnats des États-Unis                 | 26 juin 2010           | Des Moines          |               |
| Saut à la perche      | Sandi Morris | 5,00 m                   | Mémorial Van Damme                          | 9 septembre 2016       | Bruxelles           | [ 34 ]        |
| Saut en longueur      | Jackie Joyner-Kersee | 7,49 m (+ 1,3 m/s)       | New York Games                              | 22 mai 1994            | New York            | [ 35 ]        |
| Saut en longueur      | Jackie Joyner-Kersee | 7,49 m (+ 1,7 m/s)       |                                             | 31 juillet 1994        | Sestrières          |               |
| Triple saut           | Keturah Orji | 14,91 m (+1,1 m/s)       |                                             | 25 avril 2021          | Chula Vista         | [ 36 ]        |
| Lancer du poids       | Chase Ealey | 20,76 m                  | Finale de la Ligue de diamant 2023 à Eugene | 16 septembre 2023      | Eugene              | [ 37 ]        |
| Lancer du disque      | Valarie Allman | 71,46 m                  | Triton Invitational                         | 8 avril 2022           | San Diego           | [ 38 ]        |
| Lancer du marteau     | DeAnna Price | 80,31 m                  | Sélections olympiques                       | 26 juin 2021           | Eugene              | [ 39 ] [ 40 ] |
| Lancer du javelot     | Maggie Malone | 67,40 m                  | American JavFest                            | 17 juillet 2021        | East Stroudsburg    | [ 41 ]        |
| Heptathlon            | Jackie Joyner-Kersee | 7 291 points (WR)        | Jeux olympiques                             | 23 - 24 septembre 1988 | Séoul               |               |
| Heptathlon            | 12 s 69 (+ 0,5 m/s), 100 m haies ; 1,86 m, hauteur ; 15,80 m, poids ; 22 s 56, 200 m ; 1er jour : 4 264 points 7,27 m, longueur ; 45,66 m, javelot ; 2 min 08 s 51, 800 m ; 2e jour : 3 027 points |                          |                                             |                        |                     |               |
| 20 kilomètres marche  | Maria Michta | 1 h 30 min 49 s          | Coupe du monde de marche                    | 3 mai 2014             | Taicang             |               |
| 35 kilomètres marche  | Robyn Stevens | 2 h 49 min 29 s          | Dudinska 50                                 | 23 avril 2022          | Dudince             | [ 42 ]        |
| 50 kilomètres marche  | Katie Burnett | 4 h 21 min 51 s          | Championnats du monde                       | 13 août 2017           | Londres             | [ 43 ]        |
| Relais 4 × 100 mètres | Tianna Madison Allyson Felix Bianca Knight Carmelita Jeter | 40 s 82 (WR)             | Jeux olympiques                             | 10 août 2012           | Londres             |               |
| Relais 4 × 200 mètres | LaTasha Jenkins LaTasha Colander-Richardson Nanceen Perry Marion Jones | 1 min 27 s 46 (WR)       | Penn Relays                                 | 29 avril 2000          | Philadelphie        |               |
| Relais 4 × 400 mètres | Shamier Little Sydney McLaughlin-Levrone Gabrielle Thomas Alexis Holmes | 3 min 15 s 27            | Jeux olympiques                             | 10 août 2024           | Saint-Denis         | [ 44 ]        |
| Relais 4 × 800 mètres | Chanelle Price Maggie Vessey Molly Beckwith-Ludlow Alysia Montaño | 8 min 0 s 62             | Relais mondiaux de l'IAAF                   | 3 mai 2015             | Nassau              | [ 45 ]        |

### Mixte
| Épreuve   | Record            | Athlète                                                                   | Date            | Compétition | Lieu        | Réf.   |
| --------- | ----------------- | ------------------------------------------------------------------------- | --------------- | ----------- | ----------- | ------ |
| 4 × 400 m | 3 min 7 s 41 (WR) | Équipe nationale Vernon Norwood Shamier Little Bryce Deadmon Kaylyn Brown | Jeux olympiques | 2 août 2024 | Saint-Denis | [ 46 ] |

## En salle

### Hommes
| Discipline       | Performance | Athlète                                                    | Compétition                                   | Lieu            | Date            | Réf.   |
| ---------------- | --- | ---------------------------------------------------------- | --------------------------------------------- | --------------- | --------------- | ------ |
| 50 m             | 5 s 15 | Christian Coleman                                          |                                               | Los Angeles     | 12 février 1999 |        |
| 60 m             | 6 s 34 (WR) | Christian Coleman                                          | Championnats des États-Unis en salle          | Albuquerque     | 18 février 2018 | [ 47 ] |
| 200 m            | 20 s 02 | Elijah Hall-Thompson                                       | Championnats NCAA en salle                    | College Station | 10 mars 2018    | [ 48 ] |
| 400 m            | 44 s 52 | Michael Norman                                             | Championnats NCAA en salle                    | College Station | 10 mars 2018    | [ 49 ] |
| 800 m            | 1 min 44 s 22 | Donavan Brazier                                            | Millrose Games                                | New York        | 9 février 2020  |        |
| 1 000 m          | 2 min 16 s 16 | Shane Streich                                              |                                               | Louisville      | 12 février 2022 |        |
| 1 500 m          | 3 min 33 s 22 | Yared Nuguse                                               |                                               | New York        | 11 février 2023 |        |
| Mile             | 3 min 47 s 38 | Yared Nuguse                                               |                                               | New York        | 11 février 2023 |        |
| 3 000 m          | 7 min 28 s 23 (AR) | Yared Nuguse                                               | Boston University John Thomas Terrier Classic | Boston          | 27 janvier 2023 | [ 50 ] |
| 5 000 m          | 12 min 51 s 61 (AR) | Woody Kincaid                                              | Boston University John Thomas Terrier Classic | Boston          | 27 janvier 2023 | [ 50 ] |
| 50 m haies       | 6 s 35 | Greg Foster                                                |                                               | Rosemont        | 27 janvier 1985 |        |
| 50 m haies       | 6 s 35 | Greg Foster                                                |                                               | Ottawa          | 31 janvier 1987 |        |
| 60 m haies       | 7 s 29 | Grant Holloway                                             |                                               | Madrid          | 24 février 2021 |        |
| Saut en hauteur  | 2,40 m | Hollis Conway                                              | Championnats du monde en salle                | Séville         | 10 mars 1991    |        |
| Saut à la perche | 6,05 m | Chris Nilsen                                               | Perche Élite Tour                             | Rouen           | 5 mars 2022     | [ 51 ] |
| Saut en longueur | 8,79 m (WR) | Carl Lewis                                                 | Millrose Games                                | New York        | 27 janvier 1984 |        |
| Triple saut      | 17,76 m | Mike Conley                                                | Championnats des États-Unis en salle          | New York        | 27 février 1987 |        |
| Lancer du poids  | 22,82 m (WR) | Ryan Crouser                                               |                                               | Fayetteville    | 24 janvier 2021 | [ 52 ] |
| 4 × 200 m        | 1 min 22 s 71 | Thomas Jefferson Raymond Pierre Antonio McKay Kevin Little |                                               | Glasgow         | 3 mars 1991     |        |
| 4 × 400 m        | 3 min 00 s 77 | Zach Shinnick Rai Benjamin Ricky Morgan Michael Norman     | Championnats NCAA en salle                    | College Station | 10 mars 2018    | ,      |
| 4 × 800 m        | 7 min 11 s 30 (WR) | Joe McAsey Kyle Merber Christopher Giesting Jesse Garn     | Boston University Last Chance Qualifier       | Boston          | 25 février 2018 | [ 54 ] |
| 5 000 m marche   | 19 min 15 s 88 | Tim Seaman                                                 | Championnats des États-Unis en salle          | Boston          | 25 février 2006 |        |
| Heptathlon       | 6 645 points (WR) | Ashton Eaton                                               | Championnats du monde en salle                | Istanbul        | 9-10 mars 2012  |        |
| Heptathlon       | 6 s 79 (60 m), 8,16 m (longueur), 14,56 m (poids), 2,03 m (hauteur), 7 s 68 (60 m haies), 5,20 m (perche), 2 min 32 s 77 (1 000 m) |                                                            |                                               |                 |                 |        |

### Femmes
| Discipline       | Performance                                                                                      | Athlète                                                         | Compétition                                       | Lieu            | Date             | Réf.   |
| ---------------- | ------------------------------------------------------------------------------------------------ | --------------------------------------------------------------- | ------------------------------------------------- | --------------- | ---------------- | ------ |
| 50 m             | 6 s 02                                                                                           | Gail Devers                                                     | Meeting du Pas-de-Calais                          | Liévin          | 21 février 1999  |        |
| 60 m             | 6 s 94                                                                                           | Aleia Hobbs                                                     | Championnats des Etats-Unis d'athlétisme en salle | Albuquerque     | 18 février 2023  |        |
| 200 m            | 22 s 09                                                                                          | Abby Steiner                                                    | Championnats des États-Unis en salle              | College Station | 26 février 2022  |        |
| 400 m            | 49 s 48                                                                                          | Britton Wilson                                                  | Championnats NCAA en salle                        | Albuquerque     | 11 mars 2023     |        |
| 800 m            | 1 min 58 s 29                                                                                    | Ajeé Wilson                                                     | Millrose Games                                    | New York        | 8 février 2020   |        |
| 1 000 m          | 2 min 34 s 19                                                                                    | Jen Toomey                                                      | Norwich Union Indoor Grand Prix                   | Birmingham      | 20 février 2004  |        |
| 1 500 m          | 3 min 59 s 98                                                                                    | Regina Jacobs                                                   | Boston Indoor Games                               | Boston          | 1er février 2003 |        |
| Mile             | 4 min 16 s 41                                                                                    | Elle St. Pierre                                                 | Millrose Games                                    | New York        | 11 février 2024  | [ 56 ] |
| 3 000 m          | 8 min 20 s 87                                                                                    | Elle St. Pierre                                                 | Championnats du monde en salle                    | Glasgow         | 2 mars 2024      | [ 57 ] |
| 5 000 m          | 14 min 33 s 17                                                                                   | Elise Cranny                                                    | Boston Indoor Games                               | Boston          | 11 février 2022  |        |
| 50 m haies       | 6 s 67                                                                                           | Jackie Joyner-Kersee                                            |                                                   | Reno            | 10 février 1995  |        |
| 60 m haies       | 7 s 68                                                                                           | Susanna Kallur                                                  |                                                   | Karlsruhe       | 10 février 2008  | [ 1 ]  |
| Saut en hauteur  | 2,02 m                                                                                           | Chaunté Lowe                                                    | Championnats des États-Unis en salle              | Albuquerque     | 26 février 2012  |        |
| Saut à la perche | 5,03 m                                                                                           | Jenn Suhr                                                       | Brockport Golden Eagle Invitational               | New York        | 30 janvier 2016  | [ 58 ] |
| Saut en longueur | 7,23 m                                                                                           | Brittney Reese                                                  | Championnats du monde en salle                    | Istanbul        | 11 mars 2012     |        |
| Triple saut      | 15,12 m                                                                                          | Jasmine Moore                                                   | Championnats NCAA en salle                        | Albuquerque     | 11 mars 2023     |        |
| Lancer du poids  | 20,21 m                                                                                          | Michelle Carter                                                 | Championnats du monde en salle                    | Portland        | 19 mars 2016     | [ 59 ] |
| Lancer du poids  | 20,21 m                                                                                          | Chase Ealey                                                     | Championnats du monde en salle                    | Belgrade        | 18 mars 2022     |        |
| 4 × 200 m        | 1 min 33 s 24                                                                                    | Flirtisha Harris Chryste Gaines Terri Dendy Michelle Collins    |                                                   | Glasgow         | 12 février 1994  |        |
| 4 × 400 m        | 3 min 24 s 83                                                                                    | Natasha Hastings Joanna Atkins Francena McCorory Cassandra Tate | Championnats du monde en salle                    | Sopot           | 9 mars 2014      |        |
| Pentathlon       | 5 004 points                                                                                     | Anna Hall                                                       | Championnats des États-Unis en salle              | Albuquerque     | 16 février 2023  | [ 60 ] |
| Pentathlon       | 8 s 04 (60 m haies), 1,91 m (hauteur), 13,80 m (poids), 6,34 m (longueur), 2 min 05 s 70 (800 m) |                                                                 |                                                   |                 |                  |        |
| 3 000 m marche   | 12 min 20 s 79                                                                                   | Debbi Lawrence                                                  | Championnats du monde en salle                    | Toronto         | 12 mars 1993     |        |

## Sources
- (en) Cet article est partiellement ou en totalité issu de l’article de Wikipédia en anglais intitulé « United States records in athletics » (voir la liste des auteurs).